# 富蓋拉艾扎奧耶

27°21′48″N 2°50′53″E / 27.36333°N 2.84806°E
富蓋拉艾扎奧耶（阿拉伯语：‎），是阿爾及利亞的城鎮，位於該國東南部塔曼拉塞特省，由因薩拉赫區負責管轄，面積61,313平方公里，海拔高度305米，2008年人口6,649，人口密度每平方公里0.11人。